# UTET

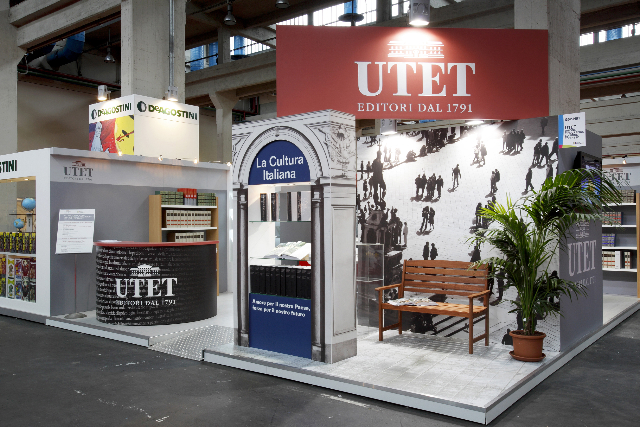
Stand UTET al Salone del Libro di Torino

L'UTET (Unione Tipografico-Editrice Torinese), nata a Torino nel 1791, è una casa editrice, tra le più antiche d'Italia. Per oltre duecento anni ha pubblicato opere di cultura e di divulgazione, spaziando dalla letteratura al diritto, dalla medicina all'architettura, dalle scienze naturali a quelle tecniche.

Dal novembre 2021 appartiene al Gruppo Mondadori.

## Storia e opere
La casa editrice nasce a Torino nel 1791 dall'attività dei librai fratelli Pomba.
È il figlio di Giovanni, Giuseppe Pomba (1795 – 1876) a trasformare la piccola bottega familiare in un'impresa editoriale tipografica ed a fondare la UTET nel 1854, costituendo la società anonima con l'attuale denominazione Unione Tipografico-Editrice Torinese. L'indirizzo editoriale è già tracciato nella mente di Pomba: le opere enciclopediche e quelle di vasta sintesi nei diversi campi del sapere. Nascono così le prime grandi opere: la Biblioteca popolare, la Storia universale di Cesare Cantù, l'Enciclopedia popolare. Affermatasi definitivamente negli anni trenta del XX secolo con la collana per ragazzi La scala d'oro, anche per merito della vendita rateale attraverso agenzie diffuse su tutto il territorio nazionale, a partire dal dopoguerra la UTET si specializza ulteriormente nelle grandi opere, tra le quali spiccano il Grande dizionario enciclopedico fondato da Pietro Fedele, il Grande dizionario della lingua italiana fondato da Salvatore Battaglia, il Dizionario enciclopedico universale della musica e dei musicisti diretto da Alberto Basso.
Altro rilevante settore quello riservato ai classici, che costituiscono una raccolta amplissima dei testi fondamentali del pensiero umano in tutti i campi, dalla letteratura (italiana, latina, greca) alla filosofia, dal pensiero politico a quello religioso, scientifico, storiografico e pedagogico. Forte di una tradizione editoriale specializzata che risale alla metà dell'Ottocento, la UTET vanta una posizione di rilievo anche nel settore giuridico (riviste specializzate, raccolte di leggi e commentari, manuali universitari, editoria elettronica) e in quello della medicina e delle scienze tecniche. A cavallo tra gli anni ottanta e novanta, la casa editrice attraversa un periodo di forte espansione. Nel 1985 viene costituita la consociata UTET Libreria, nel 1988 nasce UTET Periodici Scientifici e nel 1990 viene acquisita la casa editrice Petrini. Nel 1995, insieme a Messaggerie Italiane, viene acquisita Garzanti Editrice, della quale UTET manterrà poi il pieno controllo nel settore delle vendite rateali (Garzanti Grandi Opere) delle opere linguistiche (Garzanti Linguistica) e della scolastica (Garzanti Scuola).
Nel 2002 la UTET viene acquisita dal gruppo De Agostini, che detiene ancora oggi la proprietà del marchio, ma che ne ha progressivamente svuotato il ricco catalogo. Infatti nel 2005 vengono cedute le attività UTET nel settore del diritto e delle scienze tecniche al gruppo Wolters Kluwer. Nel gennaio 2013 il gruppo De Agostini porta avanti lo smembramento della UTET, cedendo cioè il settore delle grandi opere e delle opere di pregio distribuite attraverso il canale della vendita diretta, alla società FMR Art'è. Nel marzo 2013 vengono cedute anche le attività del settore scienze mediche.
L'attività editoriale a marchio UTET, per quanto riguarda i libri classici e la saggistica, viene invece trasferita a De Agostini Libri, che a partire da maggio 2013 ne cura il rilancio in libreria e nei canali digitali. Nell'ottobre del 2020 viene diffusa la notizia della chiusura del settore "Grandi Opere" di UTET.
Nel novembre 2021 Mondadori acquista De Agostini Libri e, con essa, tutto il catalogo UTET.

Nel 2023 la UTET si è trasferita a Segrate (MI) ed ha inaugurato una nuova collana dedicata ai tascabili.